# شهرستان هیز (نبراسکا)
شهرستان هیز، نبراسکا (به انگلیسی: Hayes County, Nebraska) یک سکونتگاه مسکونی در ایالات متحده آمریکا است که در نبراسکا واقع شده‌است.

## خصوصیات
شهرستان هیز ۱٬۸۴۶٫۶۷ کیلومترمربع مساحت دارد.